# Hokej na lodzie na Zimowej Uniwersjadzie 2015
Mecze turnieju hokeja na lodzie na Zimowej Uniwersjadzie 2015 odbywały się przez cały czas trwania hiszpańskiej części imprezy (mecze kobiet rozgrywano w dniach 4–13 lutego, a mężczyzn – 3–14 lutego). Mecz finałowy turnieju mężczyzn był jednocześnie ostatnim sportowym wydarzeniem przed ceremonią zamknięcia. Spotkania były rozgrywane w halach Pabellón de Mulhacen oraz Palacio Municipal de Deportes de Granada. W męskiej rywalizacji udział brało 11 reprezentacji, a w kobiecej – 7.

## Turniej mężczyzn
Turniej wygrali Rosjanie, pokonując w finale reprezentację Kazachstanu 3:1. Obrońcy złotego medalu, Kanadyjczycy zakończyli zmagania na najniższym stopniu podium.
| Złoto | Srebro     | Brąz   |
| Rosja | Kazachstan | Kanada |

## Turniej kobiet
W turnieju kobiet zwyciężczyniami zostały Rosjanki, które w meczu finałowym pokonały obrończynie złotego medalu, Kanadyjki 3:0.
| Złoto | Srebro | Brąz    |
| Rosja | Kanada | Japonia |